# Classe cristalline
Ne doit pas être confondu avec Système cristallin.
Pour un article plus général, voir Groupe ponctuel de symétrie.
Les classes cristallines sont des catégories qui permettent de classer les groupes d'espace ; groupes qui décrivent la symétrie de la structure atomique d'un cristal.

## Géométrique
Une classe cristalline géométrique (souvent abrégée en classe cristalline) contient tous les groupes d'espace ayant un même groupe ponctuel.
La classe cristalline géométrique est indiquée par le symbole d'Hermann-Mauguin du groupe ponctuel.
Il existe :
- 2 classes cristallines géométriques dans l'espace unidimensionnel ;
- 10 dans l'espace bidimensionnel ;
- 32 dans l'espace tridimensionnel.

Exemple
Les groupes d'espace de type P2/m, P21/m, C2/m, P2/c, P21/c et C2/c appartiennent à la classe cristalline géométrique 2/m.

## Arithmétique
Une classe cristalline arithmétique contient tous les groupes d'espace ayant un même groupe ponctuel de symétrie et le même mode de réseau.
La classe cristalline arithmétique est indiquée par le symbole d'Hermann-Mauguin du groupe ponctuel suivi du symbole du réseau de Bravais. 
Il existe : 
- 2 classes cristallines arithmétiques dans l'espace unidimensionnel ;
- 13 dans l'espace bidimensionnel ;
- 73 dans l'espace tridimensionnel.

Exemple
Les groupes d'espace de type P2/m, P21/m, P2/c et P21/c appartiennent à la classe cristalline arithmétique 2/mP, tandis que les groupes d'espace de type C2/m et C2/c appartiennent à la classe cristalline arithmétique 2/mC.

## Nomenclature des classes cristallines géométriques
Il existe deux nomenclatures des 32 classes cristallines géométriques de l'espace tridimensionnel : la première est due à Georges Friedel, la deuxième à Paul Heinrich von Groth.
- La nomenclature de Friedel est basée sur la relation « groupe - sous-groupe » qui dépend de la symétrie du réseau de Bravais. Les cristaux du système cristallin trigonal peuvent avoir soit un réseau hexagonal (hP ), soit un réseau rhomboédrique (hR ). Pour cette raison, les classes cristallines trigonales prennent deux noms différents dans la nomenclature de Friedel.
  - L'holoédrie est la symétrie maximale dans un système cristallin, qui correspond à la symétrie du réseau de Bravais.
  - Lorsque la symétrie de la structure cristalline ou de la forme cristalline est inférieure à l'holoédrie, elle est appelée « mériédrie ».
  - Une mériédrie d'ordre égal à la moitié de l'ordre de l'holoédrie est appelée « hémiédrie ».
  - Une mériédrie d'ordre égal au quart de l'ordre de l'holoédrie est appelée « tétartoédrie ».
  - Une mériédrie d'ordre égal au huitième de l'ordre de l'holoédrie est appelée « ogdoédrie ».
- La nomenclature de Groth est basée sur le nom de la forme {hkl } de chaque groupe ponctuel.

| Système cristallin       | Groupe ponctuel | Nomenclature de Friedel                                                                      | Nomenclature de Groth                |
| ------------------------ | --------------- | -------------------------------------------------------------------------------------------- | ------------------------------------ |
| triclinique              | 1               | Hémiédrie                                                                                    | Pédiale                              |
| triclinique              | 1               | Holoédrie                                                                                    | Pinacoïdale                          |
| monoclinique             | m               | Antihémiédrie                                                                                | Domatique                            |
| monoclinique             | 2               | Hémiédrie holoaxe                                                                            | Sphénoïdique                         |
| monoclinique             | 2/m             | Holoédrie                                                                                    | Prismatique                          |
| orthorhombique           | mm2             | Antihémiédrie                                                                                | Pyramidale                           |
| orthorhombique           | 222             | Hémiédrie holoaxe                                                                            | Disphénoïdique                       |
| orthorhombique           | mmm             | Holoédrie                                                                                    | Dipyramidale                         |
| tétragonal (quadratique) | 4               | Tétartoédrie à axe quaternaire                                                               | Tétragonale-pyramidale               |
| tétragonal (quadratique) | 4               | Tétartoédrie sphénoédrique                                                                   | Tétragonale-disphénoïdique           |
| tétragonal (quadratique) | 4mm             | Antihémiédrie à axe quaternaire                                                              | Ditétragonale-pyramidale             |
| tétragonal (quadratique) | 42m             | Antihémiédrie sphénoédrique                                                                  | Tétragonale-scalénoédrique           |
| tétragonal (quadratique) | 4/m             | Parahémiédrie                                                                                | Tétragonale-dipyramidale             |
| tétragonal (quadratique) | 422             | Hémiédrie holoaxe                                                                            | Ditétragonale-trapézoédrique         |
| tétragonal (quadratique) | 4/mmm           | Holoédrie                                                                                    | Ditétragonale-dipyramidale           |
| trigonal                 | 3               | Tétartoédrie rhomboédrique (hR ) Ogdoédrie hexagonale (hP )                                  | Trigonale-pyramidale                 |
| trigonal                 | 3               | Parahémiédrie rhomboédrique (hR ) Paratétartoédrie hexagonale (hP )                          | Rhomboédrique                        |
| trigonal                 | 3m              | Antihémiédrie rhomboédrique (hR ) Antitétartoédrie hexagonale (hémimorphe) (hP )             | Ditrigonale-pyramidale               |
| trigonal                 | 32              | Hémiédrie rhomboédrique holoaxe (hR ) Tétartoédrie hexagonale holoaxe (à axe ternaire) (hP ) | Trigonale-trapézoédrique             |
| trigonal                 | 3m              | Holoédrie rhomboédrique (hR) Parahémiédrie hexagonale à axe ternaire (hP )                   | Ditrigonale-scalénoédrique           |
| hexagonal                | 6               | Tétartoédrie à axe sénaire                                                                   | Hexagonale-pyramidale                |
| hexagonal                | 6               | Antitétartoédrie trigonoédrique                                                              | Ditrigonale-dipyramidale             |
| hexagonal                | 6mm             | Antihémiédrie à axe sénaire                                                                  | Dihexagonale-pyramidale              |
| hexagonal                | 62m             | Antihémiédrie trigonoédrique                                                                 | Ditrigonale-dipyramidale             |
| hexagonal                | 6/m             | Parahémiédrie à axe sénaire                                                                  | Hexagonale-dipyramidale              |
| hexagonal                | 622             | Hémiédrie holoaxe                                                                            | Hexagonale-trapézoédrique            |
| hexagonal                | 6/mmm           | Holoédrie                                                                                    | Dihexagonale-dipyramidale            |
| cubique                  | 23              | Tétartoédrie                                                                                 | Tétraédrique-pentagone-dodécaédrique |
| cubique                  | m3              | Parahémiédrie                                                                                | Dyakisdodécaédrique                  |
| cubique                  | 432             | Hémiédrie holoaxe                                                                            | Pentagone-icositétraédrique          |
| cubique                  | 43m             | Antihémiédrie                                                                                | Hexakistétraédrique                  |
| cubique                  | m3m             | Holoédrie                                                                                    | Hexakisoctaédrique                   |

La nomenclature de Groth est plus utilisée que celle de Friedel.

## Note sur la terminologie
Les ouvrages de minéralogie utilisent fréquemment le terme « classe cristalline » comme synonyme de groupe ponctuel. Cette habitude est critiquable dans la mesure où cela incite à confondre une catégorie (la classe), c'est-à-dire une espèce particulière d'objets, avec ce qui caractérise ces objets à savoir le groupe ponctuel.